# Monógono
En geometría, un monógono, henaedro o monoedro es un polígono con una arista y un vértice. Tiene el símbolo de Schläfli {1}. Dado que un monógono tiene solo un lado y un vértice, cada monógono es regular por definición. 

## En la geometría euclidiana
En la geometría euclídea, un monógono es un polígono degenerado porque sus extremos deben coincidir, a diferencia de todo segmento de línea euclídeo. La mayoría de las definiciones de un polígono en geometría euclídea no permiten la existencia del monógono. 

## En geometría esférica
En la geometría esférica, un monógono puede construirse como un vértice en una circunferencia máxima, que forma un diedro {1,2}, con dos caras monogonales hemisféricas que comparten una arista de 360° y un vértice. Su dual, un hosoedro {2,1}, tiene dos vértices antipodales en los polos, una cara de luna de 360° y un borde (meridiano) entre los dos vértices.
| Diedro monogonal, {1,2} | Hosoedro monogonal, {2,1} |